# Alexandra Powers
Alexandra Powers, parfois créditée sous le nom de Alexandra Kristin Powers, au début de sa carrière, née le 9 septembre 1967 à New York, dans l'État de New York, aux (États-Unis), est une actrice américaine.

## Biographie

### Débuts
Alexandra Kristin Powers est née le 9 septembre 1967 à New York, dans l'État de New York, aux (États-Unis).

## Filmographie

### Cinéma
- 1983 : The Prodigal : Nancy Pringle
- 1985 : Mask : Lisa
- 1987 : Plain Clothes : Dawn-Marie Zeffer
- 1989 : Sonny Boy : Rose
- 1989 : Le Cercle des poètes disparus : Chris Noel
- 1993 : The Seventh Coin : Ronnie
- 1993 : Soleil levant : Julia
- 1996 : Dernier Recours : Lucy Kolinski
- 1997 : Out to Sea : Shelly
- 1999 : Cyclone (Storm) : major Tanya Goodman
- 2000 : One Hell of a Guy : Cassie Springer
- 2001 : Zigs : Sara

### Télévision
- 1983 : Jennifer Slept Here : Cassidy (1 épisode)
- 1983 : Hooker : Sally (1 épisode)
- 1984 : Silence of the Heart : Andrea
- 1985 : The Best Times : Keri (3 épisodes)
- 1986 : Les Routes du paradis : Arlene (1 épisode)
- 1986 : Ricky ou la Belle Vie : Amy (1 épisode)
- 1986 : Sacrée Famille : Erin (1 épisode)
- 1987 : CBS Schoolbreak Special : Laura Sanders (1 épisode)
- 1988 : CBS Summer Playhouse : Beth (1 épisode)
- 1988 : Assurance sur la mort : Patricia Jaworsky
- 1989 : Valerie : princesse Julia (3 épisodes)
- 1990 : 21 Jump Street : Officier Kati Rocky (2 épisodes)
- 1991 : Détective Philippe Lovecraft : Olivia Hackshaw
- 1993 : Les Aventures du jeune Indiana Jones : Gloria (1 épisode)
- 1993 : En quête de justice : Dusty
- 1993-1994 : La Loi de Los Angeles : Jane Halliday (21 épisodes)
- 1994 : Tonya and Nancy: The Inside Story : Tonya Harding
- 1994 : Libre comme l'oiseau : Nola
- 1997 : C-16 : Dana Morrison (1 épisode)
- 1998 : Nobody Lives For Ever : Mary Ellen Dustin
- 1998 : Maximum Bob : Angelyne Linklater (1 épisode)
- 1999 : L'Île fantastique (Fantasy Island) (1 épisode)
- 1999 : Le Damné : Ann McGee (1 épisode)